# Никифоров Юрій Валерійович
Никифоров Юрій Валерійович (16 вересня 1970, Одеса) — радянський, український і російський футболіст, опорний півзахисник. Був гравцем збірних СРСР/СНД, збірної України і збірної Росії.

## Клубна кар'єра
Народився 16 вересня 1970 року в Одесі. Вихованець СДЮШОР «Чорноморець» (Одеса). Перші тренери — Е. Лучин та Ю. Скорик. Футбольну кар'єру розпочав у клубі другої ліги СКА (Одеса), проте вже в середині 1987 року перейшов до принципового суперника одеських армійців, «Чорноморця». Дебют Никифорова в чемпіонаті СРСР відбувся 30 червня 1988 року в Москві в матчі проти столичного «Локомотива», на 59-й хвилині він замінив свого старшого брата Олександра Никифорова. Разом з «Чорноморцем» завоював путівку до Вищої ліги. Перед молодим гравцем відкривалося яскраве футбольне майбутнє, й у 1988 році він перейшов до київського «Динамо», яким керував Валерій Лобановський. Втім, Юрій переважно виступав за дубль киян, а у 1989 році зіграв 2 поєдинки в першій команді. Того ж року повернувся до «Чорноморця», де виступав на позиції захисника. У 1991 році зайняв з ним 4-е місце в чемпіонаті, а в 1992 році, після здобуття Україною незалежності, разом з одеситами став першим володарем кубку України.
На початку 1993 року Никифоров виїхав до Росії, де став лідером оборони московського «Спартака». Вперше в футболці москвичів вийшов на поле 8 березня 1993 року в програному (0:2) виїзному поєдинку першого туру у Вищій лізі проти ростовського «Ростсельмаша». Юрій вийшов на поле на 46-й хвилині, замінивши Іллю Цимбаларя. У складі «червоно-білих» Олег Романцев використовував Юрія на різних позиціях — від захисника до півзахисника. Вже в своєму дебютному сезоні у складі москвичів Никифоров виграв чемпіонат Росії та дебютував у розіграші Ліги чемпіонів. 1994 рік також виявився для Юрія успішним — «Спартак» став чемпіоном Росії та володарем кубку Росії. Відзначився й дебютним голом у футболці «Спартака», 3 серпня 1994 року на 17-й хвилині переможного (6:2) виїзного поєдинку 18-о туру Вищої ліги проти «Уралмаша». У 1995 році разом з москвичами зайняв 3 місце, а у 1996 році втретє в кар'єрі став переможцем чемпіонату Росії. Протягом 4 років у складі «Спартака» зіграв 85 матчів та відзначився 16-а голами. Після сильного для «Спартака» сезону 1995/96 років — 1/4 фіналу в Лізі чемпіонів — на Никифорова звернули увагу західноєвропейські клуби.
Влітку 1996 року перейшов до іспанського «Спортінга» (Хіхон). В іспанському клубі виступав разом з Ігорем Ледяховим та Дмитром Черишевим. У Ла-Лізі свій перший матч провів 2 вересня, в якому «Спортінг» на виїзді з рахунком 3:2 переміг «Еспаньйол». Того сезону хіконський колектив був аутсайдером чемпіонату, але Никифоров допоміг йому зберегти прописку у вищому дивізіоні іспанського футболу. Проте, вже наступного року «Спортінг» посів останнє 20-е місце й вилетів до Сегунда Дивізіону. Юрій за ці два сезони відіграв 65 матчів, але не побажав виступати в нижчому дивізіоні.
У 1998 році Никифоров підписав контракт з ПСВ (Ейндговен), в якому виступав разом зі своїм співвітчизником — Дмитром Хохловим. Команда регулярно грала в Лізі чемпіонів, але без особливого успіху. Набагато краще в Юрія й ПСВ йшли справи в національних футбольних змаганнях. У 1999 році разом з ейндговенцями зайняв 3-є місце в національному чемпіонаті, а роком пізніше завоював свій перший титул чемпіона Нідерландів. У сезоні 2000/01 років ПСВ захистив чемпіонський титул, а в 2002 році — став віце-чемпіоном. У 2001 році за Юрія пропонував 10 мільйонів доларів англійський «Лідс Юнайтед», але в останній момент трансфер зірвався й гравець продовжив виступати за ПСВ. По завершенні контракту з ПСВ на правах вільного агента перейшов у «Валвейк» (під керівництвом Мартіна Йола), у складі якого провів 29 поєдинків та відзначився 1 голом. Але по завершенні сезону Никифоров вирішив, що Нідерланди йому набридли, й настав час для нового виклику у кар'єрі. У 2003 році він виїхав до Японії. Підписав контракт з «Урава Ред Даймондс». Там у 2004 році отримав важку травму, через яку не грав протягом пів року. Тим не менше, у складі японського клубу встиг стати володарем Кубку Джей-ліги. Але наслідки травми дали про себе знати, і у січні 2005 року Юрій заявив про завершення ігрової кар'єри..

## Кар'єра в збірній
У 1987 році, частково завдяки грі 17-річного Юрія, якому аплодував Пеле, юнацька збірна СРСР стала чемпіоном світу з футболу серед юніорів. Никифорову на тому турнірі також вдалося стати найкращим бомбардиром турніру (5 голів у 6 матчах). Незважаючи на те, що ФІФА приз найкращого бомбардира на тому турнірі вручив гравцеві збірної Кот-д'Івуара — Мусса Траоре, саме Никифоров може вважатися найкращим бомбардиром турніру, оскільки забив 5 м'ячів провівши на полі 499 хвилин, тоді як африканський гравець забив 5 м'ячів, провівши на полі 570 хвилин. Через рік (1988) Юрій у складі збірної СРСР стає чемпіоном Європи серед юніорів.
У збірній СРСР дебютував 11 вересня 1990 року в переможному (2:0) поєдинку проти Норвегії. За збірну України зіграв 3 гри. Дебютував 29 квітня 1992 року в товариському матчі зі збірною Угорщини (1:3). Це був перший матч в історії збірної України. Перед матчем Юрію, як чинному на той момент капітану базового клубу національної збірної — одеського «Чорноморця», було запропоновано вивести команду на гру з капітанською пов'язкою. Однак, Никифоров відмовився, заявивши, що одна справа клуб, інше — збірна. Один з футболістів збірної Росії, чий підпис стояв під «Листом чотирнадцяти». У 1994 році отримав запрошення від Павла Садирина на Чемпіонат світу в США. Виступав там у всіх трьох поєдинках Росії: програних (0:2) з Бразилією та зі Швецією (1:3), а також у виграному (6:1) з Камеруном. У 1996 році на Євро 96 зіграв у двох матчах: з Німеччиною (0:3) та Чехією (3:3).
Останній великий турнір для Никифорова відбувся 2002 року. На Чемпіонаті світу 2002 року був гравцем стартового складу й зіграв 3 поєдинки: з Тунісом (2:0), Японією (0:1) і Бельгією (2:3).
У складі збірної СРСР зіграв 6 матчів, збірної СНД — 4, а в складі збірної Росії — 55 матчів (6 голів). У 2005 році був гравцем збірної Росії з пляжного футболу.

## Стиль гри
Універсальний гравець, за свою кар'єру виступав на різних позиціях на полі — від нападника до захисника.
|                             | Атлетичної статури, вміло діє позиційно, був стрижневим гравцем оборони. Сильний раптовими підключеннями до атак, володіє потужним ударом з правої ноги, часто реалізує штрафні удари. |
| — Віктор Хохлюк, «Sport.ua» | |

## Після завершення футбольної кар'єри
Після завершення кар'єри оселився в іспанському місті Хіхон. Деякий час працював в агентській фірмі, займався бізнесом, грав за ветеранів місцевого «Спортінга».
У січні 2014 року проходив навчання у Вищій школі тренерів в Росії, після чого працював у павлодарському «Іртиші». Потім допомагав Дмитру Хохлову в «Кубані», до якого приєднався і в роботі з «Динамо-2», а також з молодіжним складом «Динамо». 7 жовтня 2017 року ввійшов до тренерського штабу Дмитра Хохлова, після призначення останнього головним тренером основної команди московського «Динамо».

## Статистика виступів

### Клубна
| Клубні виступи | Клубні виступи      | Клубні виступи | Ліга      | Ліга      | Кубок             | Кубок             | Кубок Ліги         | Кубок Ліги         | Континентальні | Континентальні | Загалом | Загалом |
| Сезон          | Клуб                | Ліга           | Матчі     | Голи      | Матчі             | Голи              | Матчі              | Голи               | Матчі          | Голи           | Матчі   | Голи    |
| СРСР           | СРСР                | СРСР           | Чемпіонат | Чемпіонат | Кубок СРСР        | Кубок СРСР        | Кубок Федерації    | Кубок Федерації    | Європа         | Європа         | Загалом | Загалом |
| -------------- | ------------------- | -------------- | --------- | --------- | ----------------- | ----------------- | ------------------ | ------------------ | -------------- | -------------- | ------- | ------- |
| 1987           | Одеса               |                | 5         | 0         |                   |                   |                    |                    |                |                | 5       | 0       |
| 1988           | Чорноморець (Одеса) | Вища ліга      | 1         | 0         |                   |                   |                    |                    |                |                | 1       | 0       |
| 1989           | Динамо (Київ)       | Вища ліга      | 2         | 0         |                   |                   |                    |                    |                |                | 2       | 0       |
| 1990           | Чорноморець (Одеса) | Вища ліга      | 17        | 0         |                   |                   |                    |                    |                |                | 17      | 0       |
| 1991           | Чорноморець (Одеса) | Вища ліга      | 30        | 2         |                   |                   |                    |                    |                |                | 30      | 2       |
| Україна        | Україна             | Україна        | Ліга      | Ліга      | Кубок України     | Кубок України     | Кубок Ліги         | Кубок Ліги         | Європа         | Європа         | Загалом | Загалом |
| 1992           | Чорноморець (Одеса) | Вища ліга      | 18        | 2         |                   |                   |                    |                    |                |                | 18      | 2       |
| 1992/93        | Чорноморець (Одеса) | Вища ліга      | 24        | 3         |                   |                   |                    |                    |                |                | 24      | 3       |
| Росія          | Росія               | Росія          | Ліга      | Ліга      | Кубок Росії       | Кубок Росії       | Кубок Прем'єр-ліги | Кубок Прем'єр-ліги | Європа         | Європа         | Загалом | Загалом |
| 1993           | Спартак (Москва)    | Вища ліга      | 23        | 0         |                   |                   |                    |                    |                |                | 23      | 0       |
| 1994           | Спартак (Москва)    | Вища ліга      | 26        | 2         |                   |                   |                    |                    | 9              | 0              | 35      | 2       |
| 1995           | Спартак (Москва)    | Вища ліга      | 22        | 8         |                   |                   |                    |                    | 5              | 0              | 27      | 8       |
| 1996           | Спартак (Москва)    | Вища ліга      | 14        | 5         |                   |                   |                    |                    | 8              | 5              | 22      | 10      |
| Іспанія        | Іспанія             | Іспанія        | Ліга      | Ліга      | Кубок Іспанії     | Кубок Іспанії     | Кубок ліги         | Кубок ліги         | Європа         | Європа         | Загалом | Загалом |
| 1996/97        | Спортінг (Хіхон)    | Ла-Ліга        | 38        | 2         | 3                 | 1                 |                    |                    |                |                | 41      | 3       |
| 1997/98        | Спортінг (Хіхон)    | Ла-Ліга        | 27        | 1         |                   |                   |                    |                    |                |                | 27      | 1       |
| Нідерланди     | Нідерланди          | Нідерланди     | Ліга      | Ліга      | Кубок Нідерландів | Кубок Нідерландів | Кубок ліги         | Кубок ліги         | Європа         | Європа         | Загалом | Загалом |
| 1998/99        | ПСВ                 | Ередивізі      | 25        | 1         | 3                 | 1                 |                    |                    | 5              | 0              | 33      | 2       |
| 1999/00        | ПСВ                 | Ередивізі      | 29        | 3         | 1                 | 0                 |                    |                    | 5              | 0              | 35      | 3       |
| 2000/01        | ПСВ                 | Ередивізі      | 26        | 1         | 4                 | 0                 |                    |                    | 12             | 0              | 42      | 1       |
| 2001/02        | ПСВ                 | Ередивізі      | 19        | 0         | 2                 | 0                 |                    |                    | 6              | 0              | 27      | 0       |
| 2002/03        | Валвейк             | Ередивізі      | 29        | 1         |                   |                   |                    |                    |                |                | 29      | 1       |
| Японія         | Японія              | Японія         | Ліга      | Ліга      | Кубок Імператора  | Кубок Імператора  | Кубок Джей-ліги    | Кубок Джей-ліги    | Азія           | Азія           | Загалом | Загалом |
| 2003           | Урава Ред Даймондс  | Джей-ліга      | 12        | 0         | 0                 | 0                 | 4                  | 0                  | -              | -              | 16      | 0       |
| 2004           | Урава Ред Даймондс  | Джей-ліга      | 0         | 0         | 0                 | 0                 | 0                  | 0                  | -              | -              | 0       | 0       |
| Країна         | СРСР                | СРСР           | 55        | 2         |                   |                   |                    |                    |                |                | 55      | 2       |
| Країна         | Україна             | Україна        | 42        | 5         |                   |                   |                    |                    |                |                | 42      | 5       |
| Країна         | Росія               | Росія          | 85        | 15        |                   |                   |                    |                    | 22             | 5              | 97      | 20      |
| Країна         | Іспанія             | Іспанія        | 65        | 3         |                   |                   |                    |                    |                |                | 65      | 3       |
| Країна         | Нідерланди          | Нідерланди     | 128       | 6         |                   |                   |                    |                    |                |                | 128     | 6       |
| Країна         | Японія              | Японія         | 12        | 0         | 0                 | 0                 | 4                  | 0                  | -              | -              | 16      | 0       |
| Усього         | Усього              | Усього         | 387       | 31        | 0                 | 0                 | 4                  | 0                  | 22             | 5              | 413     | 36      |

### У збірній
| СНД     | СНД   | СНД  |
| Рік     | Матчі | Голи |
| ------- | ----- | ---- |
| 1992    | 4     | 0    |
| Загалом | 4     | 0    |
| Україна |       |      |
| Рік     | Матчі | Голи |
| 1992    | 3     | 0    |
| Загалом | 3     | 0    |
| Росія   |       |      |
| Рік     | Матчі | Голи |
| 1993    | 2     | 0    |
| 1994    | 9     | 2    |
| 1995    | 8     | 1    |
| 1996    | 13    | 3    |
| 1997    | 4     | 0    |
| 1998    | 4     | 0    |
| 1999    | 0     | 0    |
| 2000    | 0     | 0    |
| 2001    | 7     | 0    |
| 2002    | 8     | 0    |
| Усього  | 55    | 6    |

#### Матчі за збірну України
| #     | Дата            | Місце                                         | Суперник | Рахунок | Турнір |
| ----- | --------------- | --------------------------------------------- | -------- | ------- | ------ |
| 1.(1) | 29 квітня, 1992 | «Авангард»,Ужгород Україна                    | Угорщина | 1:3     | ТМ     |
| 2.(2) | 16 жовтня, 1992 | Стадіон університету Ратгерс, Піскатавей, США | США      | 0:0     | ТМ     |
| 3.(3) | 20 жовтня, 1992 | «Вароші», Ньїредьхаза, Угорщина               | Угорщина | 2:1     | ТМ     |

## Досягнення

### Клубні
Чорноморець (Одеса)
- Кубок Федерації футболу СРСР
  -  Володар (1): 1990

- Кубок України
  -  Володар (1): 1992

Спартак (Москва)
- Вища ліга
  -  Чемпіон (3): 1993, 1994, 1996
- Кубок Росії
  -  Володар (1): 1993/94

ПСВ
- Ередивізі
  -  Чемпіон (2): 1999/00, 2000/01
- Щит Йогана Кройффа
  -  Володар (3): 1998, 2000, 2001

Урава Ред Даймондс
- Кубок Джей-ліги
  -  Володар (1): 2003

### Збірні
СРСР
- Чемпіонат світу U-17
  -  Володар (1): 1987

- Чемпіонат Європи U-18
  -  Володар (1): 1988

Росія
- Кубок Легенд
  -  Володар (2): 2009, 2010

## Сім'я
Дружина — Наталія, дочка — Олександра.
Має брата Олександра, який також був професіональним футболістом.